# Villa do Carmo
O Villa do Carmo Esporte Clube é um clube brasileiro de futebol da cidade de Barbacena, no estado de Minas Gerais. Fundado em 1 de maio de 1930, é o único clube do Campo das Vertentes a conquistar o Campeonato Mineiro de Futebol - Módulo II.

## História
O clube foi fundado no dia primeiro de maio de 1930, em um povoado conhecido à época como uma “Villa”, situada próxima à igreja de Nossa Senhora do Carmo no bairro do mesmo nome, na cidade de Barbacena (Minas Gerais). A partir daí, surgiu inicialmente com o nome Vila do Carmo Sport Club, e como cores oficiais o verde e o branco.
Posteriormente, na década de 90, após um resgate de materiais históricos do clube, foi alterado seu nome oficial para Villa do Carmo Esporte Clube, adicionando também a cor vermelha para a identidade do clube.

### Conquistas
Seu maior destaque para além do cenário municipal no esporte ocorreu durante a década de 60. O Villa se tornou uma das grandes potências do interior do estado de Minas Gerais, principalmente ao conquistar seu primeiro título de expresão, o Campenato Mineiro da Segunda Divisão, de 1968, equivalente ao atual Módulo II do Campeonato Mineiro. Este troféu, deu à equipe barbacenense a oportunidade de disputar a primeira divisão estadual a partir de 1969, duelando contra os maiores times do estado, como Cruzeiro, Atlético e América, e em grandes praças esportivas. Seu maior título até os dias atuais também foi conquistado em 1968, onde o Villa se sagrou Campeão Minero do Interior. 

### Mascote
Teve como seu primeiro mascote símbolo o “Periquito”, conhecido pela imprensa inclusive como “A equipe periquita de São Sebastião”. Mais tarde, foi adotado também o “Leão”, por força do então ilustre torcedor Butina. Este usava sempre o slogan “Solto o Leão” para que os jogadores entrassem em campo. A partir daí, passou a ser conhecido ao longo dos anos como “O Leão da Mantiqueira”.

## Títulos e campanhas de destaque

### Títulos
| ESTADUAIS | ESTADUAIS                      | ESTADUAIS | ESTADUAIS  |
|           | Competição                     | Títulos   | Temporadas |
| --------- | ------------------------------ | --------- | ---------- |
|           | Campeonato Mineiro - Módulo II | 1         | 1968       |
|           | Campeonato Mineiro do Interior | 1         | 1968       |

### Campanhas de Destaque
Campeonato Mineiro - Módulo I ou divisão principal